# Anaplecta hemiscotia
Anaplecta hemiscotia är en kackerlacksart som beskrevs av Morgan Hebard 1920. Anaplecta hemiscotia ingår i släktet Anaplecta och familjen småkackerlackor. Inga underarter finns listade i Catalogue of Life.